# Odol
Odol ist ein Markenname der Haleon für eine Pflegeserie zur Gesunderhaltung von Zahnfleisch, Zähnen, Mund und Rachen.
Das Kunstwort Odol ist ein Kofferwort aus altgriechisch ὀδούς odous, deutsch ‚Zahn‘ sowie lateinisch oleum ‚Öl‘.

## Geschichte

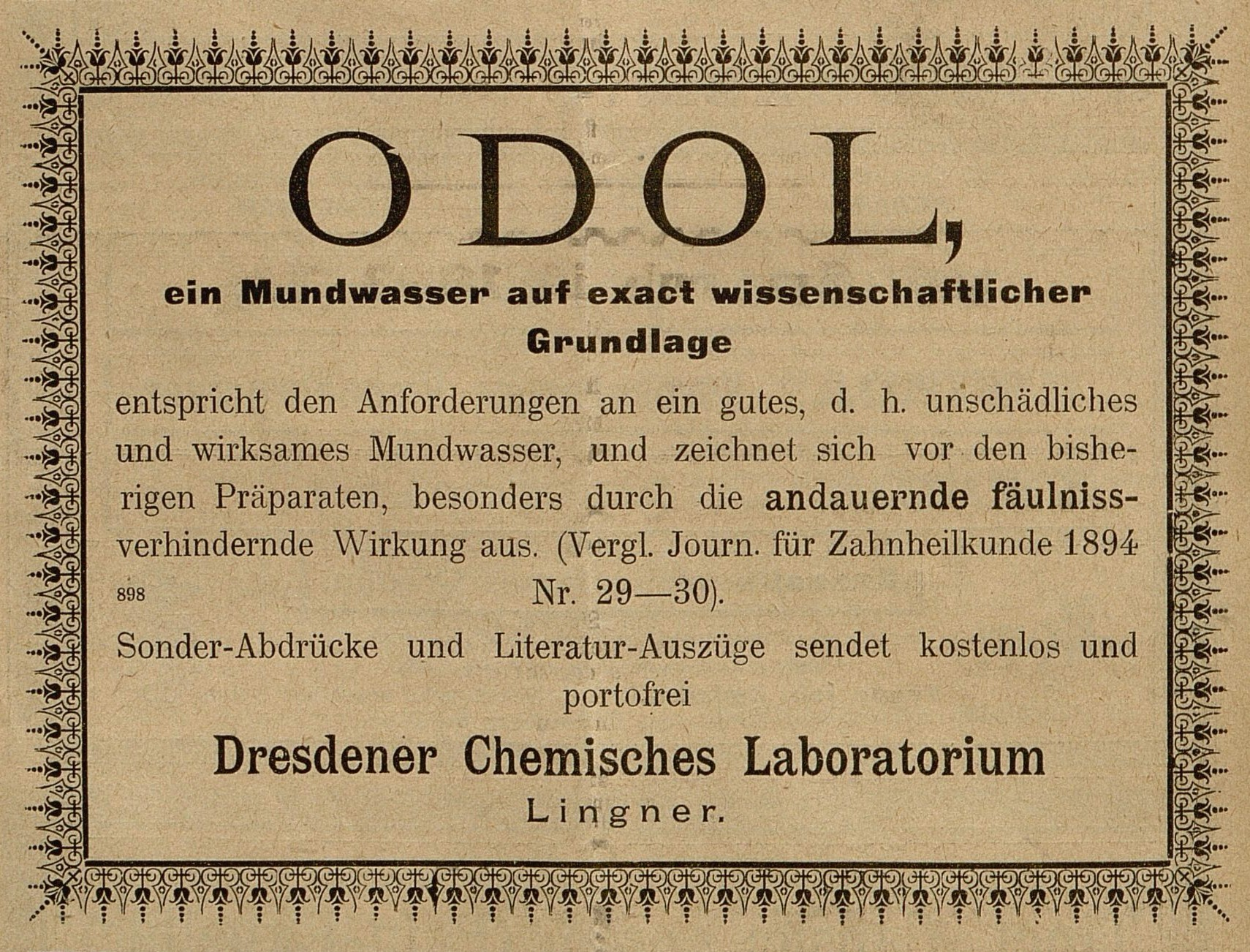
Werbung aus dem Jahre 1894

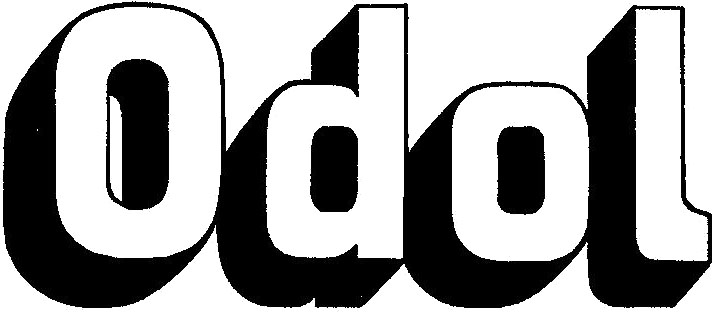
Erstes angemeldetes Logo von 1897

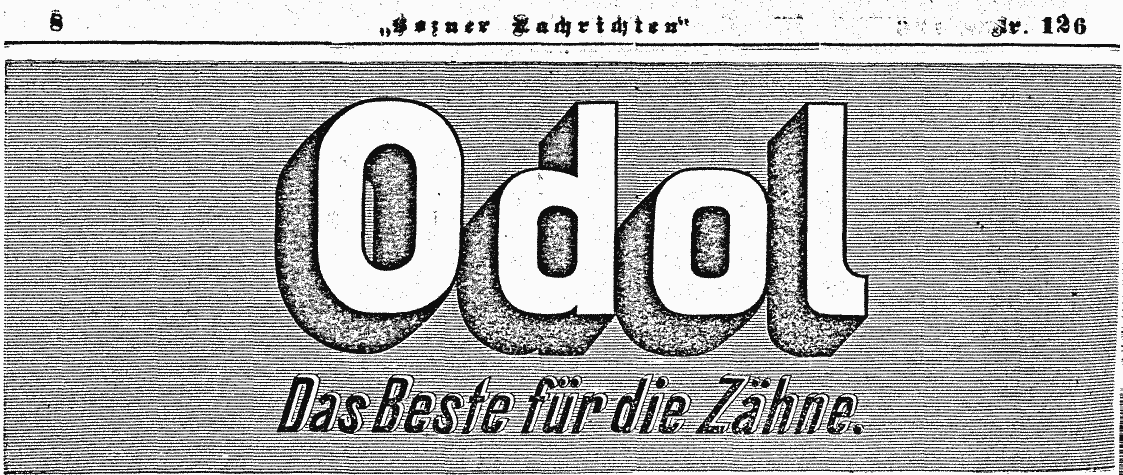
Odol-Werbeschaltung in den Bozner Nachrichten vom 6. Juni 1898

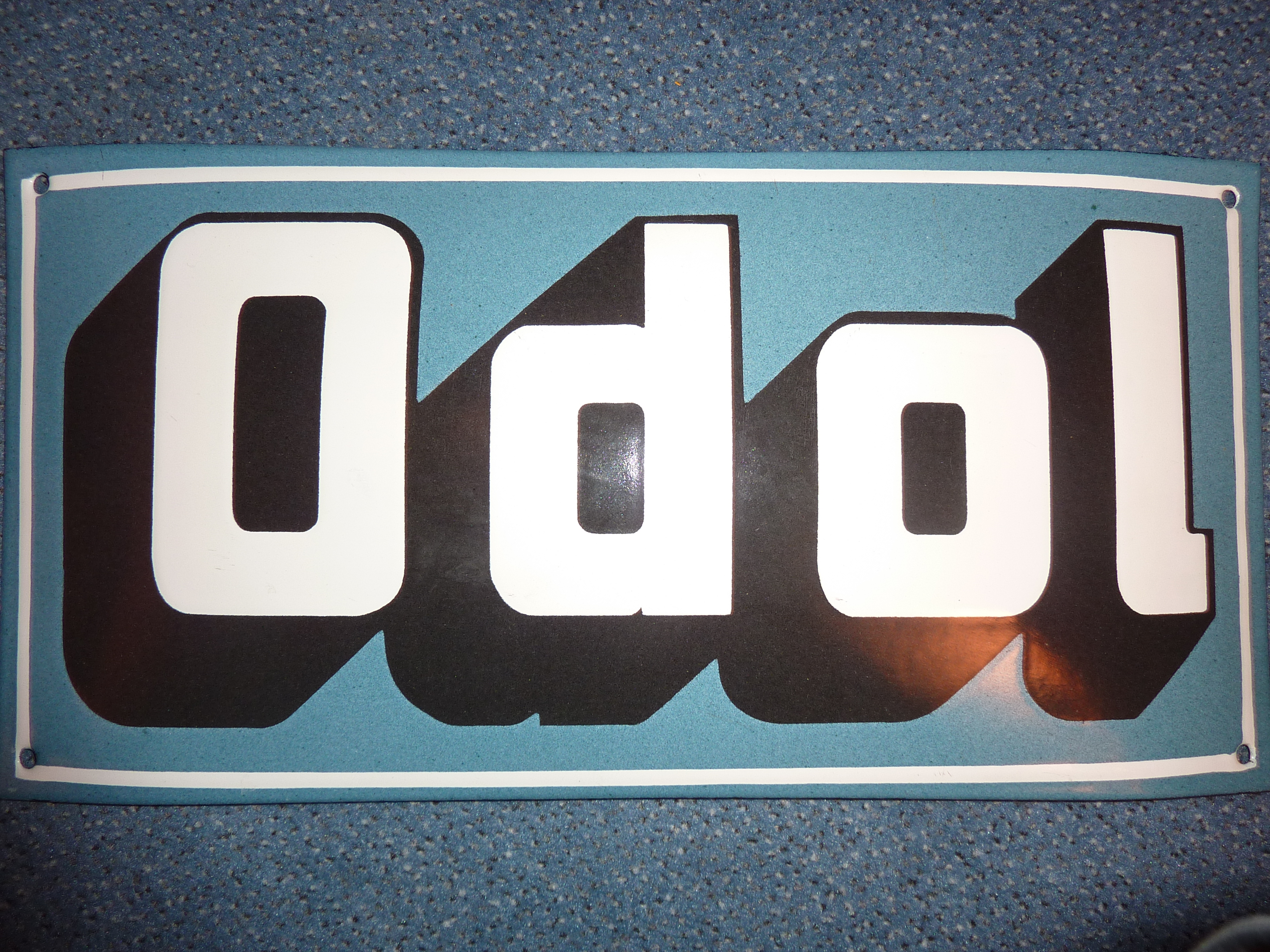
Altes Emaille-Schild von Odol

Gestaltung der Odol-Flaschen in den Anfangsjahren und 2010

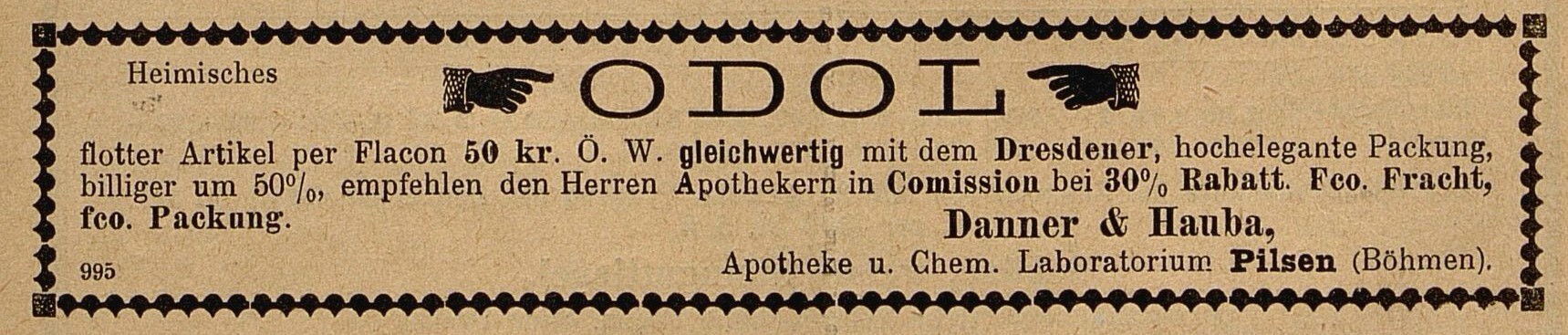
Eine Apotheke aus Pilsen bewirbt 1894 ein Plagiat

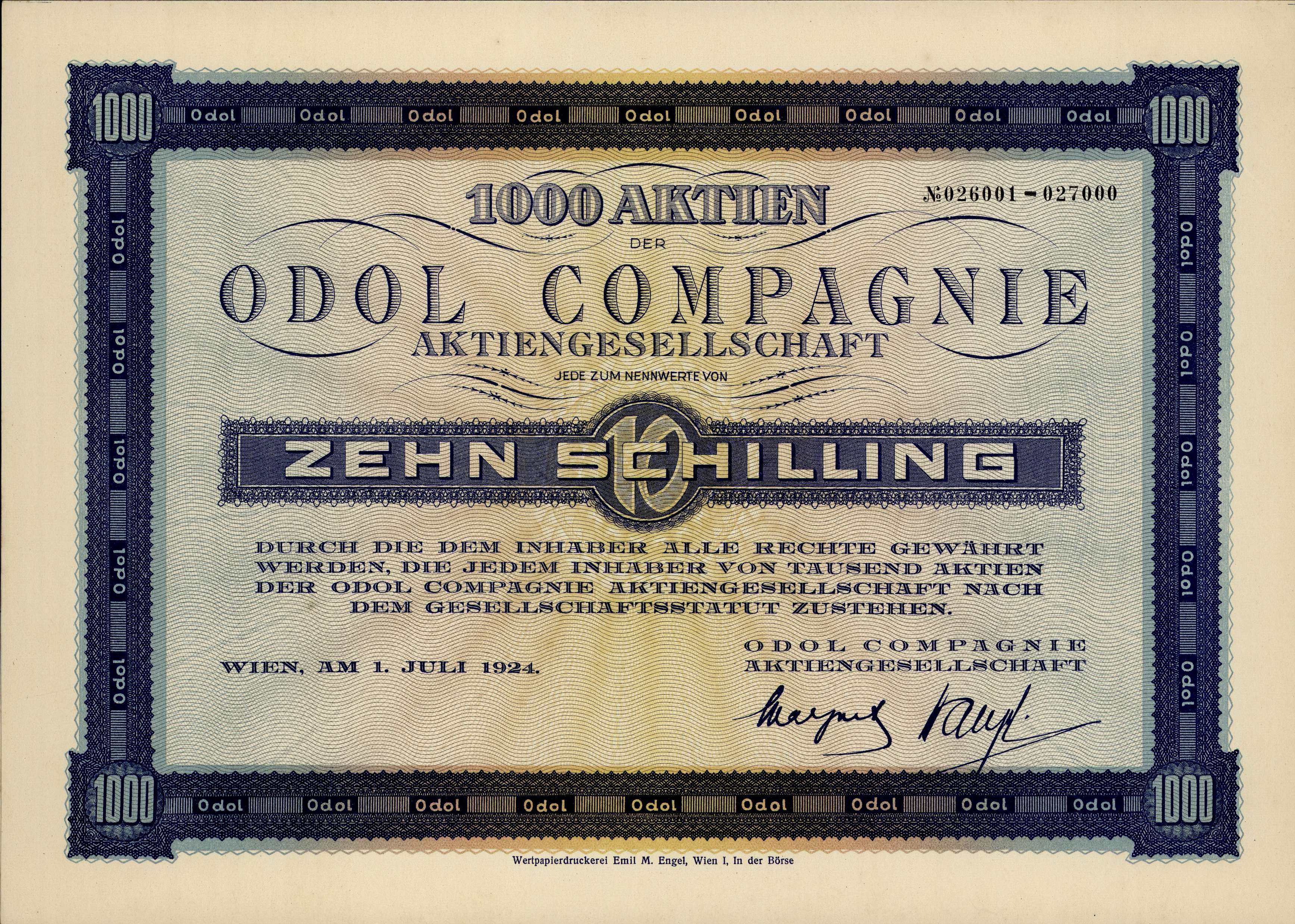
Sammelaktie der österreichischen Tochtergesellschaft Odol Compagnie AG vom 1. Juli 1924

Im Jahr 1892 brachte der Dresdner Unternehmer Karl August Lingner das Mundwasser Odol auf den Markt, ein Mittel, das durch die Beimischung ätherischer Öle erstmals die kosmetische mit der medizinischen Wirkung durch Zusatz eines Antiseptikums verband. Erfinder des Mundwassers war Richard Seifert. Am 5. März 1895 wurde die Marke Odol als „Zahn- und Mund-Reinigungs-Mittel“ in das deutsche Markenregister eingetragen.
Ende der 1930er Jahre wurde Odol in mehr als zwanzig Ländern hergestellt. Die ersten ODOL-Flaschen mit ihrem markanten Design wurden in Millionen Stück im Glaswerk im westerzgebirgischen Carlsfeld produziert. Exponate dieser Flaschen sind heute im Glashüttenmuseum des Erzgebirges in Neuhausen/Erzgeb. zu sehen. Odolflaschen wurden auch von der Firma Michael Trassl in Warmensteinach(Ortsteil Hütten) hergestellt. Im Jahr 2025 wurde die Verpackung auf eine einfachere und günstigere Kunstoff-Flasche umgestellt.
Mit für die damalige Zeit ungewöhnlich hohen Werbeaufwendungen konnte das Unternehmen renommierte Künstler für seine Werbung gewinnen, darunter den deutschen Jugendstilmaler Franz von Stuck und den italienischen Komponisten Giacomo Puccini, der dem Mundwasser L’ode all’ Odol, eine „Odol-Ode“, widmete.
Im Jahr 1945 wurden die Dresdner Lingner-Werke völlig zerstört. 1949 sicherte sich ein Düsseldorfer Betrieb die alleinigen Markenrechte, jedoch wurde auch in der DDR ein Mundwasser unter dem Namen Odol produziert, das ebenfalls traditionell in kleinen Flaschen mit rechtwinklig abgewinkeltem Hals gehandelt wurde. Dieses jedoch ging 1957 zusammen mit den Leowerken in dem VEB Elbe-Chemie auf. In den 1970er und 1980er Jahren wurde Odol von Lingner & Fischer hergestellt, die 1989 im Konzern SmithKline Beecham aufging und seit 2000 zu GlaxoSmithKline gehört. Bis zum Verkauf des Werkes wurde das Odol-Mundwasser ausschließlich in Herrenberg hergestellt.
2017 hatte Odol einen Marktanteil von rund 50 Prozent.
Seit 1989 werden auch verschiedene Zahncremes und Zahnpflege-Kaugummis unter der Bezeichnung Odol-med3 angeboten. Außerdem gibt es Pastillen, Mundsprays und diverse Mundspülungen unter der Markenbezeichnung Odol.

## Inhaltsstoffe
Der Erfolg des Mundwassers veranlasste schon zu Beginn eine Analyse seiner Inhaltsstoffe:

„Odol, ein mit mächtiger Reclame von Deutschland aus als unübertreffliches Mundwasser in die Welt gesetzes Präparat ist nach Schneider in der Ph. Centrh. [= Pharmaceutische Centralhalle für Deutschland (Zeitschrift)] eine spirituöse Auflösung von Salol und Sacharin, parfumirt mit Pfefferminzöl, ein wenig Kümmelöl und Vanillin.“

Aufgrund zahlreicher Analysen sowie Anleitungen zur Herstellung eines – angeblich oder tatsächlich – identischen Mundwassers sah sich der Hersteller zu einer Gegendarstellung veranlasst:

„In No. 28 Ihrer geschätzten Zeitung bringen Sie aus der »Pharmaceutischen Wochenschrift« eine Vorschrift zur Bereitung unseres Odols. Diese Vorschrift ist in allen Einzelheiten total falsch. Augenscheinlich ist diese Vorschrift entsprungen aus einer Mitteilung von Schneider. Dass die Schneider’schen Untersuchungen in den Haupt-Punkten auf Irrthümern beruhen, ist seither erwiesen worden. Was besonders das Odol-Antisepticum anbelangt, so ist von authentischer Seite bestätigt worden, dass dasselbe nicht Salol, sondern ein neuer Stoff ist, der sich wie kein anderes Antiseptieum grade zum Mund-Antisepticum eignet. Jeder kann sich übrigens leicht überzeugen, dass er bei Ausführung der wiedergegebenen Vorschrift etwas ganz anderes erhält, als Odol. Mit besonderer Hochachtung ergebenst Dresdener Chemisches Laboratorium Lingner.“

Odol wurde Ende des 19. Jahrhunderts als das beste Mundwasser angesehen:

„Mittels dieser Methode ist constatirt worden, dass von den bekannteren Mundwässern das Odol an »andauernder«, fäulnissverhindernder Wirkung die übrigen Mundwässer bei Weitem übertrifft, da das im Odol-Mundwasser emulgirte Antisepticum sich in der Mundhöhle ansetzt, während selbst die stärksten antiseptischen Lösungen wie das Sublimat-Mundwasser nur für die wenigen Minuten des Mundausspülens wirken, da sie von ihren antiseptischen Bestandteilen in der Mundhöhle Nichts zurücklassen. So erklärt sich das verblüffende Resultat, […] dass das neutrale und unschädliche Odol diese sauren stärksten Antiseptica an Wirkungsdauer weit übertrifft.“

Aufgrund des großen Erfolges wurde offen für angeblich gleichwertige Nachahmerprodukte geworben (siehe nebenstehende Anzeige aus dem Jahre 1894).
Odol enthält 1,2-Propandiol, Ethanol, Wasser, Aromastoffe, ätherische Öle, Sorbitanester und Natrium-Saccharin, Odol extrafrisch zusätzlich Zinkchlorid und Odol plus zusätzlich Bisabolol, Salbeiöl und Cetylpyridiniumchlorid.
| Inhaltsstoffe          | Odol                        | Odol plus                   | Odol extrafrisch            |
| ---------------------- | --------------------------- | --------------------------- | --------------------------- |
| 1,2-Propandiol         | Grünes Häkchensymbol für ja | Grünes Häkchensymbol für ja | Grünes Häkchensymbol für ja |
| Ethanol                | Grünes Häkchensymbol für ja | Grünes Häkchensymbol für ja | Grünes Häkchensymbol für ja |
| Wasser                 | Grünes Häkchensymbol für ja | Grünes Häkchensymbol für ja | Grünes Häkchensymbol für ja |
| Aromastoffe            | Grünes Häkchensymbol für ja | Grünes Häkchensymbol für ja | Grünes Häkchensymbol für ja |
| Ätherische Öle         | Grünes Häkchensymbol für ja | Grünes Häkchensymbol für ja | Grünes Häkchensymbol für ja |
| Sorbitanester          | Grünes Häkchensymbol für ja | Grünes Häkchensymbol für ja | Grünes Häkchensymbol für ja |
| Natrium-Saccharin      | Grünes Häkchensymbol für ja | Grünes Häkchensymbol für ja | Grünes Häkchensymbol für ja |
| Bisabolol              |                             | Grünes Häkchensymbol für ja |                             |
| Salbeiöl               |                             | Grünes Häkchensymbol für ja |                             |
| Cetylpyridiniumchlorid |                             | Grünes Häkchensymbol für ja |                             |
| Zinkchlorid            |                             | Grünes Häkchensymbol für ja | Grünes Häkchensymbol für ja |

## Trivia
Ein älteres Mittel als Odol ist Odontine, ein aus Äther mit Nelken- und Pfefferminzöl bereitetes betäubendes Mittel gegen Zahnschmerzen.
1911 sorgte Reinhold Gerling mit einem Beitrag über den „Odolzauber“ in der Neuen Heilkunst, dass der Umsatz des Mundwassers kurzfristig rückläufig wurde. Erst ein juristisches Verfahren und ein Vergleich legten die Streitigkeiten bei.
Das Parseval-Luftschiff Naatz PN 30 trug den Namen „Odol“.

## Werbung aus der Anfangszeit

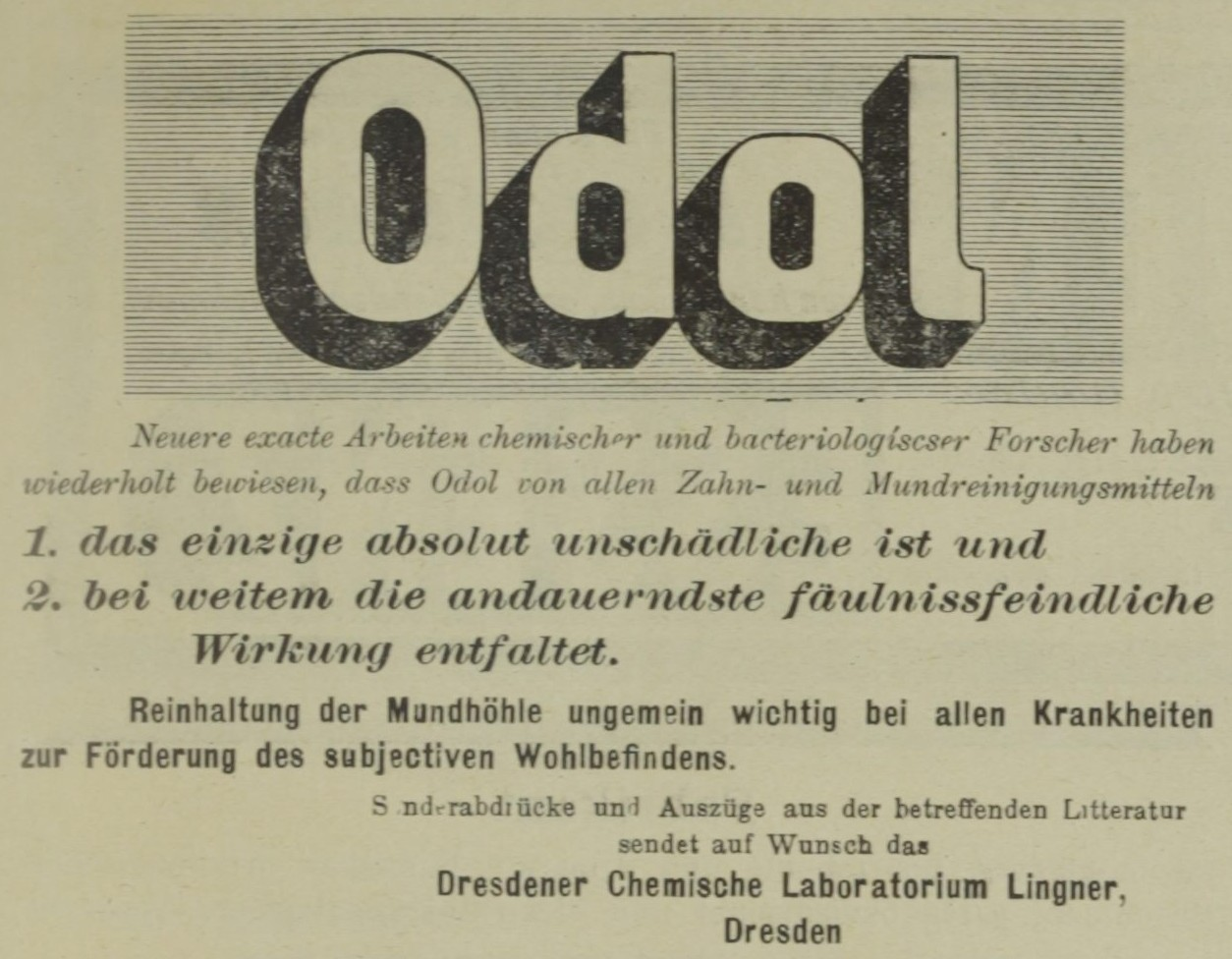
Werbung in der Internationalen Klinischen Rundschau mit dem ersten Logo (1894)
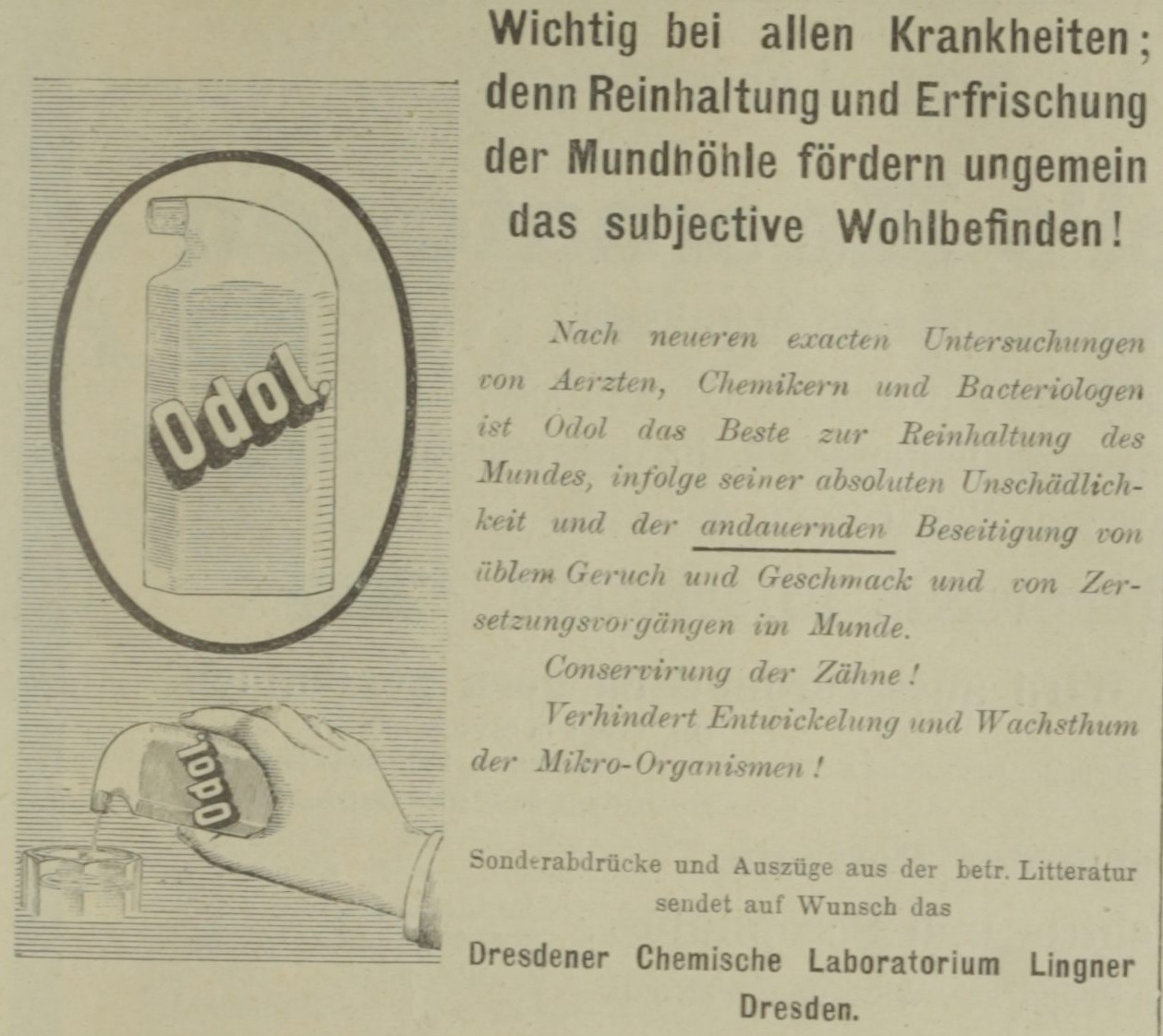
Werbung in der Internationalen Klinischen Rundschau mit der typischen Flasche (1894)
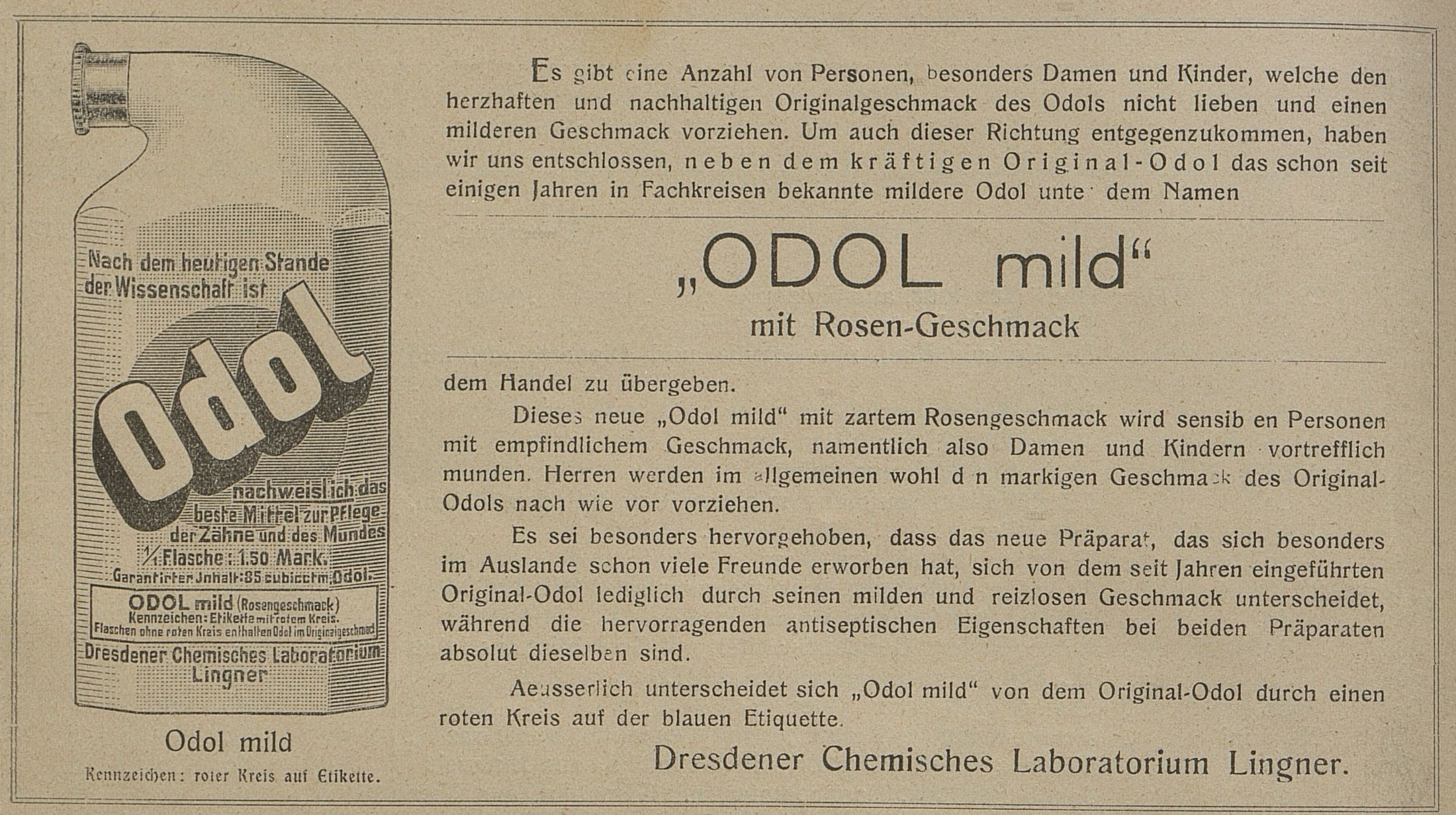
Werbung für „Odol mild mit Rosen-Geschmack“ (1908)